# Иоанн Авильский
Святой Иоанн Авильский (исп. San Juan de Ávila, 6 января 1499, Альмодовар-дель-Кампо, Кастилия-Ла-Манча — 10 мая 1569, Монтилья, Андалусия) — испанский католический святой, писатель и проповедник. Католическая церковь причислила его к Учителям Церкви.

## Биография
О детстве и семье Иоанна сохранилось немного сведений. Известно, что он родился в достаточно обеспеченной семье в маленьком городке Альмодовар-дель-Кампо неподалёку от Толедо. В молодости он обучался праву в университете Саламанки, однако вернулся домой, прервав обучение. Затем в 1520—1526 годах изучал философию и богословие в Алькале. По окончании занятий был рукоположен в священники.
В 1527 году он собирался отправиться в Мексику в качестве миссионера, однако епископ Севильи убедил его в том, что проповеднический дар Иоанна пригодится и на родине. Иоанн поселился в Севилье, где скоро приобрёл славу знаменитого проповедника.
В 1532 году по навету завистников был арестован, год провёл в тюрьме, в 1537 году был оправдан. После оправдания жил в Гранаде, где основал несколько учебных заведений. Долгое время проповедовал на территории Андалусии, в связи с чем его также называют «апостолом Андалусии». Иоанн встречался и поддерживал дружеские отношения со многими знаменитыми современниками, переписывался с Игнатием Лойолой и Терезой Авильской. Под влиянием его проповеди пережил обращение Иоанн Божий, Иоанн Авильский после этого стал его духовным наставником.
Весьма обширно писательское наследие Иоанна. Его богословские работы и сборники проповедей пользовались большой популярностью, многократно переиздавались и переводились на другие языки.
Иоанн умер в 1569 году в Монтилье.

## Сочинения
- «Трактат о любви Божией» (исп. Tratado del amor de Dios);
- «Трактат о священстве» (исп. Tratado del sacerdocio);
- «Комментарии к псалмам Audi, filia, et vide»;
- «Epistolario espiritual»;
- «Святое таинство» (исп. Santísimo Sacramento);
- «О познании себя» (исп. Del conocimiento de sí mismo);
- «Комментарий на послание к Галатам» (исп. Comentario a la Carta a los Gálatas);
- «Христианская доктрина» (исп. Doctrina cristiana).

и многие другие.
Кроме этих работ, перу Иоанна также принадлежат сборники проповедей, послания о духовной подготовке священников, а также обширная переписка.

## Почитание
В 1894 году беатифицирован, в 1970 году — канонизирован. В 2011 году папа римский Бенедикт XVI во время своего визита в Испанию объявил, что вскоре намерен провозгласить Иоанна Авильского Учителем Церкви.
В октябре 2012 года папа римский Бенедикт XVI на Синоде епископов, посвящённом новой евангелизации, в Риме перед началом богослужения провозгласил Иоанна Авильского Учителем Церкви, а 8 октября папа римский издал Апостольское письмо, посвященное св. Иоанну Авильскому, где напомнил, что в своем учении св. Иоанн постоянно ссылался на крещение и искупление через святость. Он объяснял, что христианская духовная жизнь, которая является участием в жизни Пресвятой Троицы, основывается на Божьей благодати.
Святой покровитель испанских священников; день памяти — 10 мая.